# Зохра Дріф
Зохра Drif Bitat زهرة ظريف بيطاط (народилася в 1934 році) алжирський юрист, яка звраз не практикує, віце-президент Національної Ради, верхньої палати Парламенту Алжиру.
Вона найбільш відома за своєю активною участю в роботі Фронту національного визволення (Алжир)(ФНВ) під час Алжирської війни за незалежність.

## Підрив кафе «Milk Bar Café»
У 20 років, коли Дріф була студенткою юридичного факультету в Університеті Алжиру, 30 вересня 1956 року вона встановила бомбу в Milk Bar кафе. Було вбито трьох французьких юнаків та десятки людей отримали поранення. Це була одна з перших акцій в битві за Алжир (1957). Вона була захоплена на початку жовтня 1957 року разом з Сааді Юсефом (Saadi Yacef), який, за окремими свідченнями, на той час був її бойфрендом, в будинку № 3 по вулиці Ру Катон у Касбаху, що в Алжирі, підполковником П'єром ЖанП'єром (Jeanpierre) на чолі з 1-им іноземним парашутно-десантного полком.
У серпні 1958 року вона була засуджена до 20 років каторжних робіт військовим трибуналом Алжиру за звинуваченням у тероризмі, і була ув'язнена в жіночій секції в'язниці Барбаросса. Перебуваючи у в'язниці, вона опублікувала 20-сторінковий трактат під назвою Смерть моїх братів (фр. La Mort де Mes Frères) в 1960 році. 1962 року Зохра Дріф була помилувана Шарлем де Голлем з нагоди незалежності Алжиру.

## Особисте життя
Зохра Дріф — вдова колишнього Президента Алжиру Рабаха Бітата. She is reported to be a close friend of current president Abdelaziz Bouteflika.